# Sceloporus angustus
Sceloporus angustus är en ödleart som beskrevs av  Mary Cynthia Dickerson 1919. Sceloporus angustus ingår i släktet Sceloporus och familjen Phrynosomatidae. IUCN kategoriserar arten globalt som livskraftig. Inga underarter finns listade i Catalogue of Life.